# Zalarnaca ornatula
Zalarnaca ornatula är en insektsart som beskrevs av Andrej Vasiljevitj Gorochov 2008. Zalarnaca ornatula ingår i släktet Zalarnaca och familjen Gryllacrididae. Inga underarter finns listade i Catalogue of Life.